# Juliette Ernst
Pour les articles homonymes, voir Ernst.
Juliette Ernst (née le 12 janvier 1900 à Alger et morte le 28 mars 2001 à Lutry) est une philologue classique suisse, rédactrice en chef de L'Année philologique pendant près de soixante ans.
Elle contribue significativement aux études classiques internationales en tant que secrétaire générale de la Fédération internationale des associations d'études classiques (FIEC) pendant vingt-cinq ans.

## Biographie
Juliette Ernst naît le 12 janvier 1900 à Alger[réf. souhaitée]. Son père se nomme Édouard Ernst ; sa mère est née Marguerite Muller.  Issue du « milieu bourgeois protestant de Lausanne », elle est l'aînée d'une fratrie de quatre enfants, tous des filles, dont Germaine Ernst, peintre et graveuse,,.
Après avoir suivi les cours de l’École Supérieure des Jeunes Filles, elle obtient son baccalauréat en 1919. En 1923, elle obtient sa licence à la Faculté des Lettres de l’Université de Lausanne. Elle y a notamment suivi les cours du latiniste Frank Olivier. De 1923 à 1925, elle enseigne le français à l'École Supérieure des Jeunes Filles d'Yverdon. De 1925 à 1927, elle est étudiante à l’École pratique des hautes études (EPHE) à Paris.
En 1928, elle travaille à la Société des Nations, à Genève.
Elle est la rédactrice, puis la directrice de L'Année philologique de 1929 jusqu’aux années 1990.
Elle est également secrétaire de la Fédération internationale des associations d'études classiques de 1948 à 1974.
Juliette Ernst est morte et enterrée à Lutry, dans le canton de Vaud.